# Godronia cassandrae
Godronia cassandrae är en svampart som beskrevs av Peck 1887. Godronia cassandrae ingår i släktet Godronia och familjen Helotiaceae.  Arten är reproducerande i Sverige.Utöver nominatformen finns också underarten vaccinii.